# 龍泉 (台東區)
龍泉（日语：／ Ryūsen */?）是東京都台東區的地名。現行行政地名為龍泉一丁目至龍泉三丁目。2013年8月1日為止的人口有7,843人。郵遞區號110-0012。

## 地理
位於台東區北部，屬下谷地域。東部與日本堤之間以土手通為界，東南部鄰千束，南部接入谷，西部與下谷之間以昭和通為界，北端連根岸，北部通三之輪。町內商店、大樓、寺院、住居混雜。

## 歷史
慶長－元和時期，龍泉寺創立，這一代的領地稱龍泉寺村。正保年間為寛永寺領地。明曆大火後吉原遊廓牽制村內日本堤，稱為新吉原。1679年（延寶2年）現在的茶屋町通沿線發展城市街地，1745年（延享2年）成立下谷龍泉寺町，1869年（明治2年）為避免與龍泉寺村混淆而改稱下谷龍泉町。
1889年（明治22年）下谷龍泉町、龍泉寺村、千束村一部分、三之輪村飛地從北豐島郡編入下谷區，1891年（明治24年）成立下谷龍泉寺町。1911年（明治44年）去除下谷冠稱。1965年（昭和40年）實施住居表示，成立龍泉一、二丁目，隔年成立三丁目。

### 地名由來
來自於此地的「龍泉寺」。

## 交通
南北向的國際通穿過町內中央。

## 設施
- 東京電力上野支社
- 一葉紀念館
- 台東區立辯天院公園
- 龍泉寺 - 真言宗智山派。
- 月洲寺 - 臨濟宗南禪寺派。
- 正燈寺 - 臨濟宗妙心寺派。
- 大音寺 - 淨土宗。
- 西德寺 - 真宗佛光寺派。
- 辯天寺 - 曹洞宗。
- 大照寺 - 真宗佛光寺派。
- 飛不動正寶院 - 天台宗。山號寺號為龍光山三高寺。
- 朝日辨財尊天　- 與上野不忍池夕日辯財尊天為兄弟辨天。
- 千束神社

## 備註
1. ↑  住民基本台帳による町丁名別世帯人口数 平成２５年８月１日現在[]

## 外部連結
- 台東區官方網站